# Daryl Chapin
Daryl M. Chapin (* 21. Juli 1906 in Ellensburg; † 19. Januar 1995) war ein US-amerikanischer Physiker. Er war mit Calvin S. Fuller und Gerald Pearson einer der Erfinder der Solarzelle (1954) an den Bell Laboratories.

## Leben
Chapin studierte an der Willamette University und der University of Washington (Master-Abschluss) und lehrte ein Jahr Physik am Oregon State College, bevor er 1930 an die Bell Laboratories ging. Zunächst forschte er über magnetische Materialien, im Zweiten Weltkrieg über Unterwasserschall und magnetische Aufzeichnung.
1954 entwickelte er mit Calvin S. Fuller und Gerald Pearson die Silizium-Solarzelle, damals Solarbatterie genannt. Initiator der Entwicklung war Chapin, der gezielt nach Halbleitern zur Energiegewinnung aus Sonnenlicht suchte als billige Energiequelle für transistorisierte Telefonsysteme, was prinzipiell durch die Entdeckung der Photosensitivität von pn-Übergängen durch Russell S. Ohl bei Bell Labs (1940) bekannt war. Um möglichst große Oberflächen im pn-Übergang zur Verfügung zu haben, bot sich die gerade entwickelte Technik der Herstellung von pn-Übergängen mit Diffusion an. Der Prototyp entstand Ende 1953 durch Diffusion von Bor (p-Typ) in Silizium (n-Typ). Die Vorstellung der Solarzelle 1954 durch Bell Laboratories war ein großes Medienereignis. Sie wurde vom Militär ab 1958 in Satelliten (siehe Vanguard I) eingesetzt und bewies ihre Eigenschaft als wartungsfreie Langzeitstromquelle. Ihre Weiterentwickelung ist seit den 1990er Jahren ein Hauptelement der regenerativen Stromerzeugung (siehe Geschichte der Photovoltaik).
Auch nach seiner Pensionierung bei Bell Labs war er als Erfinder aktiv, zuletzt für ein Brettspiel für Blinde.
2008 wurde er in die National Inventors Hall of Fame aufgenommen.

## Schriften
- D. M. Chapin, C. S. Fuller, G. L. Pearson: A New Silicon p-n Junction Photocell for Converting Solar Radiation into Electrical Power. In: Journal of Applied Physics. Band 25. American Institute of Physics, Mai 1954, S. 676–677 (aip.scitation.org [PDF]).